# Nukleofilnost
Nukleofílnost je lastnost atoma ali atomske skupine, da kaže relativno veliko afiniteto do atomskih jeder in se zato rad povezuje z atomi oziroma atomskimi skupinami z majhno gostoto elektronov. Kemijske zvrsti, ki izkazujejo nukleofilnost, se imenujejo nukleofili. Pogosto se na kratko označujejo z N- ali Nu. Nukleofili so v kemijski reakciji tvorbe vezi donorji elektonskega para elektrofilu. Ker nukleofili donirajo elektrone, so po definiciji Lewisove baze.
Izraza nukleofil in elektrofil je leta 1929 vpeljal Christopher Kelk Ingold.
Gledano po periodah v periodnem sistemu velja na splošno, da bolj bazičen kot je ion (višja vrednost pKa njegove konjugirane kisline), reaktivnejši je kot nukleofil. V določeni skupini periodnega sistema je za nukleofilnost pomembnejša polarizabilnost: lažje kot se elektronski oblak okoli atoma ali molekule neenakomerno porazdeli, močneje zvrst reagira kot nukleofil, na primer jodov ion (I–) je močnejši nukleofil kot fluorov ion (F–).